# Episodi di So Random!
La prima ed unica stagione della serie televisiva So Random! è stata trasmessa negli Stati Uniti per la prima volta dall'emittente Disney Channel dal 5 giugno 2011 al 25 marzo 2012.
In Italia, è stata trasmessa in prima visione sul canale Disney Channel dal 9 dicembre 2011 all'8 agosto 2012.
| nº | Titolo originale                              | Titolo italiano                                                                | Prima TV USA      | Prima TV Italia  |
| -- | --------------------------------------------- | ------------------------------------------------------------------------------ | ----------------- | ---------------- |
| 1  | Cody Simpson                                  | Ospite musicale: Cody Simpson                                                  | 5 giugno 2011     | 9 dicembre 2011  |
| 2  | Greyson Chance                                | Ospite musicale: Greyson Chance                                                | 12 giugno 2011    | 16 dicembre 2011 |
| 3  | Selena Gomez and the Scene                    | Ospite musicale: Selena Gomez & The Scene                                      | 19 giugno 2011    | 13 gennaio 2012  |
| 4  | Mitchel Musso                                 | Ospite musicale: Mitchel Musso                                                 | 25 giugno 2011    | 20 gennaio 2012  |
| 5  | Tony Hawk                                     | Ospite speciale: Tony Hawk                                                     | 10 luglio 2011    | 9 luglio 2012    |
| 6  | Coco Jones                                    | Ospite musicale: Coco Jones                                                    | 17 luglio 2011    | 10 luglio 2012   |
| 7  | Jacob Latimore                                | Ospite musicale: Jacob Latimore                                                | 29 luglio 2011    | 11 luglio 2012   |
| 8  | Mindless Behavior                             | Ospiti musicali: Mindless Behavior                                             | 7 agosto 2011     | 12 luglio 2012   |
| 9  | Colbie Caillat                                | Ospite musicale: Colbie Caillat                                                | 14 agosto 2011    | 8 agosto 2012    |
| 10 | Far East Movement                             | Ospiti musicali: Far East Movement                                             | 21 agosto 2011    | 16 luglio 2012   |
| 11 | Kicking Daisies                               | Ospiti musicali: Kicking Daisies                                               | 28 agosto 2011    | 3 febbraio 2012  |
| 12 | Dave Days                                     | Ospite musicale: Dave Days                                                     | 11 settembre 2011 | 17 luglio 2012   |
| 13 | Chelsea Kane/Hot Chelle Rae                   | Ospite speciale: Chelsea Kane/Ospite musicale: Hot Chelle Rae                  | 18 settembre 2011 | 18 luglio 2012   |
| 14 | Miss Piggy                                    | Ospite speciale: Miss Piggy                                                    | 2 ottobre 2011    | 27 gennaio 2012  |
| 15 | Iyaz                                          | Ospite musicale: Iyaz                                                          | 9 ottobre 2011    | 19 luglio 2012   |
| 16 | Bridgit Mendler, Adam Hicks and Hayley Kiyoko | Ospiti musicali: Bridgit Mendler, Adam Hicks e Hayley Kiyoko                   | 6 novembre 2011   | 23 luglio 2012   |
| 17 | Leigh-Allyn Baker, Mia Talerico/Pia Toscano   | Ospiti speciali: Leigh-Allyn Baker e Mia Talerico/Ospite musicale: Pia Toscano | 27 novembre 2011  | 24 luglio 2012   |
| 18 | Justin Bieber                                 | Ospite musicale: Justin Bieber                                                 | 4 dicembre 2011   | 31 dicembre 2011 |
| 19 | Christina Grimmie                             | Ospite musicale: Christina Grimmie                                             | 11 dicembre 2011  | 25 luglio 2012   |
| 20 | Andy Grammer                                  | Ospite musicale: Andy Grammer                                                  | 8 gennaio 2012    | 26 luglio 2012   |
| 21 | The Sprouse Twins and Debby Ryan              | Ospiti speciali: I gemelli Sprouse con Debby Ryan                              | 16 gennaio 2012   | 30 luglio 2012   |
| 22 | The Ready Set                                 | Ospiti musicali: The Ready Set                                                 | 29 gennaio 2012   | 31 luglio 2012   |
| 23 | China Anne McClain                            | Ospite musicale: China Anne McClain                                            | 12 febbraio 2012  | 1º agosto 2012   |
| 24 | The New Boyz                                  | Ospiti musicali: The New Boyz                                                  | 26 febbraio 2012  | 2 agosto 2012    |
| 25 | Shane Harper                                  | Ospite musicale: Shane Harper                                                  | 4 marzo 2012      | 6 agosto 2012    |
| 26 | Destinee & Paris                              | Ospiti musicali: Destinee & Paris                                              | 25 marzo 2012     | 7 agosto 2012    |

## Ospite musicale: Cody Simpson
- Titolo originale: Cody Simpson
- Diretto da: Jay Karas
- Scritto da: Michael Feldman, Steve Marmel

### Canzone
Cody Simpson canta All Day.

### Sketches
La ruota della fortuna delle stelle, Caschi Ninja, Zombie Man, Il ragazzo delle scuse, La ragazzina capricciosa che parla dei pony

## Ospite musicale: Greyson Chance
- Titolo originale: Greyson Chance
- Diretto da: Jay Karas
- Scritto da: Michael Feldman, Steve Marmel

### Canzone
Greyson Chance canta Waiting Outside the Lines.

### Sketches
Calzini dentro i sandali, Imparare lo spagnolo con Reynaldo Rivera, Bedazzle Zit, La famiglia Spasserotto, Io sposerò Zach Feldman Show.

## Ospite musicale: Selena Gomez & The Scene
- Titolo originale: Selena Gomez And the scene
- Diretto da: Jay Karas
- Scritto da: Michael Feldman, Steve Marmel

### Canzone
Selena Gomez & The Scene canta Who Says.

### Sketches
A lezione da Mr. Grammar, Teen Rage, Messaggine, Olaf Glutella: Finto studente di scambio straniero, Il giardino dell'aglio e I calzoni bracaloni.

## Ospite musicale: Mitchel Musso
- Titolo originale: "Mitchel Musso"
- Creato da: Steve Marmel
- Scritto da: Dava Savel
- Diretto da: Bruce Leddy

### Canzone
Mitchel Musso canta "Get Away".

### Sketches
Frolina Fragoletta salva il pianeta in 3D, I Fratelli anime, Il più sarcastico è Skip, Roadkill McGill's Roadside Diner, Carnival Games e Le vere principesse del New Jersey: Il fatapadrino

## Ospite speciale: Tony Hawk
- Titolo originale: Tony Hawk
- Scritto da: Michael Feldman & Steve Marmel
- Diretto da: Linda Mendoza

### Canzone
Nessuna

### Sketches
La ragazzina capricciosa che parla dell'intervallo, Braggy Benson, I pasti consigliati dalla cuoca, Gli annunci del mattino, I fratelli anime, La ragazzina capricciosa che parla degli smartphone

## Ospite musicale: Coco Jones
- Titolo originale: Coco Jones
- Scritto da: Jessica Kaminsky
- Diretto da: Bruce Leddy

### Canzone
Coco Jones canta Stand Up

### Sketches
Il rap delle ortodonzine, Sally Jensen: Avvocato dei ragazzi, Nolan (Parte 1), Angus: Il supermodello, Nolan (Parte 2), Le coriste I, Nolan (Parte 3)

## Ospite musicale: Jacob Latimore
- Titolo originale: Jacob Latimore
- Scritto da: Lanny Horn & Josh Silverstein
- Diretto da: Bruce Leddy

### Canzone
Jacob Latimore canta Like 'Em All

### Sketches
Ketchup dappertutto, Rufus al cinema, Puppy Playdate, Sally Jensen: Avvocato dei ragazzi, Le coriste II, La famiglia Spasserotto

## Ospite musicale: Mindless Behavior
- Titolo originale: Mindless Behavior
- Scritto da: Josh Herman & Adam Schwartz
- Diretto da: Brace Leddy

### Canzone
I Mindless Behavior cantano My Girl

### Sketches
Bozzoli anni goffi, Il ragazzo più forte della scuola (Parte 1), Mr. McNamara, Il ragazzo più forte della scuola (Parte 2), I fratelli Platowski, Oggetti smarriti di Carson lo svitato, Il ragazzo più forte della scuola (Parte 3)

## Ospite musicale: Colbie Caillat
- Titolo originale: Colbie Caillat
- Scritto da: Maiya Williams
- Diretto da: Eric Dean Seaton

### Canzone
Colbie Caillat canta Brighter Than the Sun

### Sketches
iPatch, Angus viene a cena, Audizioni per le quadre cheerleader (Parte 1), Il ragazzo più forte della scuola (Parte 1), Audizioni per le quadre cheerleader (Parte 2), Il ragazzo più forte della scuola (Parte 2), Audizioni per le quadre cheerleader (Parte 3), Il ragazzo più forte della scuola (Parte 3)

## Ospite musicale: Far East Movement
- Titolo originale: Far East Movement
- Scritto da: Eric Truehart & Sib Ventress
- Diretto da: Eric Dean Seaton

### Canzone
Far East Movement cantano Rocketeer con Miguel

### Sketches
Harry Potter nel mondo reale, P-Brain Bad No Pain Tuner Auto News, Teen Rage: Fare un video musicale, Papere dell'atterraggio sulla luna, Zombie Man 2

## Ospite musicale: Kicking Daisies
- Titolo originale: "Kicking Daisies"
- Scritto da: Eric Dean Seaton
- Diretto da: Eric Truehart & Sib Ventress

### Canzone
Kicking Daisies cantano "Keeping Secrets".

### Sketches
Oggetti smarriti di Carson lo svitato, Un semplice ragazzo di campagna (Parte 1), Project Airport Runway (Parte 1), Luoghi non adatti ai Flash Mob, Project Airport Runway (Parte 2), Un semplice ragazzo di campagna (Parte 2), Project Airport Runway (Parte 3) e L'armadio di tua figlia

## Ospite musicale: Dave Days
- Titolo originale: Dave Days
- Scritto da: Scott King
- Diretto da: Eric Dean Seaton

### Canzone
Dave Days canta What Does It Take

### Sketches
La ruota della fortuna, Gli insegnanti non seguono le regole, Chilly Slab Ice Creamery, Tacchi di ghiaccio, I gattini vampiri

## Ospite speciale: Chelsea Kane/Ospite musicale: Hot Chelle Rae
- Titolo originale: Chelsea Kane/Hot Chelle Rae
- Scritto da: Dava Savel
- Diretto da: Eric Dean Seaton

### Canzone
Hot Chelle Rae cantano Tonight Tonight

### Special Guest Star negli sketches
Chelsea Kane

### Sketches
VoldeMart, Nolan (Parte 1), Dance Fever, Nolan (Parte 2), Occhiali da sole, Nolan (Parte 3)

## Ospite speciale: Miss Piggy
- Titolo originale: Miss Piggy
- Diretto da: Eric Dean Seaton
- Scritto da: Michael Feldman, Steve Marmel

### Canzone
Nessuna

### Sketches
La ragazzina capricciosa (Parte 1), Odor manzo, La ragazzina capricciosa (Parte 2), Dolce vs Salato, La ragazzina capricciosa (Parte 3), La ragazzina capricciosa (Parte 4) e Le vere principesse del New Jersey.

## Ospite musicale: Iyaz
- Titolo originale: Iyaz
- Diretto da: Eric Dean Seaton
- Scritto da: Michael Feldman & Steve Marmel

### Canzone
Iyaz canta Pretty Girls con Mann

### Sketches
Dolcetti nei calzoni, Che fare e non fare ad Halloween (Parte 1), Sally Jensen: Avvocato dei ragazzi, Che fare e non fare ad Halloween (Parte 2), Busto volante (Supereroe), Che fare e non fare ad Halloween (Parte 3), Rufus: Halloween

## Ospiti musicali: Bridgit Mendler, Adam Hicks e Hayley Kiyoko
- Titolo originale: Bridgit Mendler, Adam Hicks and Hayley Kiyoko
- Diretto da: Michael Feldman
- Scritto da: Jessica Kaminsky

### Canzone
Bridgit Mendler, Adam Hicks e Hayley Kiyoko cantano Determinate

### Special Guest Star negli sketches
Bridgit Mendler, Adam Hicks e Hayley Kiyoko

### Sketches
Pubblicità per la presidenza di classe, Parlando con le ragazze con Chester McFowler, Harry Potter nel mondo reale II, Tato Mctilda

## Ospiti speciali: Leigh-Allyn Baker e Mia Talerico - Ospite musicale: Pia Toscano
- Titolo originale: Leigh-Allyn Baker, Mia Talerico e Pia Toscano
- Scritto da: Carl Lauten
- Diretto da: Jessica Kaminsky

### Canzone
Pia Toscano canta This Time

### Special Guest Star negli sketches
Leigh-Allyn Baker e Mia Talerico

### Sketches
Perché? Con Mia, Audizioni per le quadre cheerleader (Parte 1), Momenti difficili, Audizioni per le quadre cheerleader (Parte 2), Rufus al ristorante, Audizioni per le quadre cheerleader (Parte 3)

## Ospite musicale: Justin Bieber
- Titolo originale: "Justin Bieber"
- Scritto da: Micheal Feldman & Steve Marmel
- Diretto da: Bruce Leddy

### Canzone
Justin Bieber canta Mistletoe.

### Sketches
MC Grammatica Claus, Allevata dai castori, Il ragazzo più forte della scuola, I Fratelli Platowski e Volde-Marte

## Ospite musicale: Christina Grimmie
- Titolo originale: Christina Grimmie
- Scritto da: Michael Feldman & Steve Marmel
- Diretto da: Eric Dean Seaton

### Canzone
Christina Grimmie canta Advice

### Sketches
Selly Jensen: Avvocato dei ragazzi, I fratelli anime, Gli insegnanti non seguono le regole II, Combattimenti in ascensore, La canzone di Bezzi

## Ospite musicale: Andy Grammer
- Titolo originale: Andy Grammer
- Scritto da: Scott King
- Diretto da: Eric Dean Seaton

### Canzone
Andy Grammer canta Keep Your Head Up

### Sketches
High School Technical, I fratelli anime (Parte 1), Campo di addestramento per pigiama party del sergente pigiamino, I fratelli anime (Parte 2), Favole per bambini investigazioni, Puppy Playdate, I fratelli anime

## Ospiti speciali: I gemelli Sprouse con Debby Ryan
- Titolo originale: The Sprouse Twins and Debby Ryan
- Scritto da: Josh Herman & Adam Schwartz
- Diretto da: Bruce Leddy

### Canzone
Nessuna

### Special Guest Star
I gemelli Sprouse e Debby Ryan

### Sketches
Selly Jensen: Avvocato dei ragazzi: Cartoni, Luoghi non adatti ai flash mob: Corte, Gli insegnanti non tentano di essere freddi III, Gara dei fissatori, I fratelli anime vs I fratelli Transformer, L'episodio inedito di Zack e Cody sul ponte di comando

## Ospiti musicali: The Ready Set
- Titolo originale: The Ready Set
- Scritto da: Michael Feldman & Steve Marmel
- Diretto da: Eric Dean Seaton

### Canzone
The Ready Set cantano Young Forever

### Sketches
Luoghi non adatti ai flash mob, Allevata dai castori, Il perdente più grosso vi rovina il pasto (Parte 1), Madeline Online, Il perdente più grosso vi rovina il pasto (Parte 2), Un semplice ragazzo di campagna, Il perdente più grosso vi rovina il pasto (Parte 3), Il più sarcastico è Skip

## Ospite musicale: China Anne McClain
- Titolo originale: China Anne McClain
- Scritto da: Lanny Horn & Josh Silverstein
- Diretto da: Bruce Leddy

### Canzone
China Anne McClain canta Unstoppable

### Sketches
So Logical, Gli insegnanti non seguono le regole IV, Audizioni per le quadre cheerleader: Benson Green (Parte 1), Angus: Il supermodello, Audizioni per le quadre cheerleader: Nancy Green, Oggetti smarriti di Carson lo svitato

## Ospiti musicali: The New Boyz
- Titolo originale: The New Boyz
- Scritto da: Lanny Horn & Josh Silverstein
- Diretto da: Eric Dean Seaton

### Canzone
The New Boyz cantano Meet My Mom

### Sketches
Ballando con le stelle di internet, Capitan Ovvio! (Parte 1), Io sposerò Zach Feldman Show, Lady Gaga: Born to Play, Capitan Ovvio! (Parte 2), Sei più intelligente di uno studente di 5ª: Tech Edition, Capitan Ovvio! (Parte 3)

## Ospite musicale: Shane Harper
- Titolo originale: Shane Harper
- Scritto da: Lanny Horn & Josh Silverstein
- Diretto da: Eric Dean Seaton

### Canzone
Shane Harper canta One Step Closer

### Sketches
Come Angus!, Danceformers, Pesca: Il film, Il ragazzo con le mani grandi, So Random! Story Book Remix: L'albero

## Ospiti musicali: Destinee & Paris
- Titolo originale: Destinee & Paris
- Scritto da: Dava Savel
- Diretto da: Ron Moseley

### Canzone
Destinee & Paris cantano True Love

### Sketches
JamTron, Io sposerò Zach Feldman Show III, Le coriste III, Le collane più serie